# Вежен
Веже́н (фр. Végennes, окс. Vegena) — коммуна во Франции, находится в регионе Лимузен. Департамент — Коррез. Входит в состав кантона Больё-сюр-Дордонь. Округ коммуны — Брив-ла-Гайярд.
Код INSEE коммуны — 19280.
Коммуна расположена приблизительно в 440 км к югу от Парижа, в 105 км южнее Лиможа, в 32 км к югу от Тюля.

## Население
Население коммуны на 2008 год составляло 167 человек.
| 1962 | 1968 | 1975 | 1982 | 1990 | 1999 | 2008 |
| ---- | ---- | ---- | ---- | ---- | ---- | ---- |
| 224  | 242  | 208  | 200  | 181  | 182  | 167  |

## Экономика

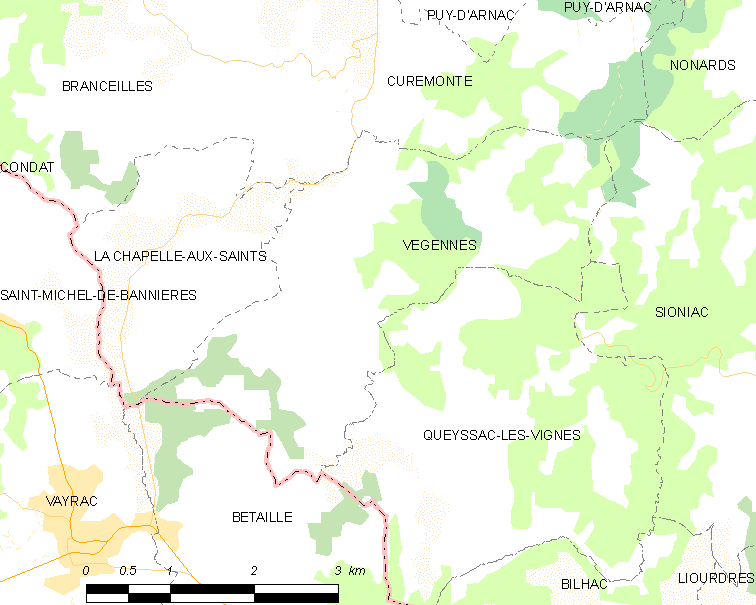
Карта коммуны

В 2007 году среди 96 человек в трудоспособном возрасте (15-64 лет) 63 были экономически активными, 33 — неактивными (показатель активности — 65,6 %, в 1999 году было 66,4 %). Из 63 активных работали 58 человек (33 мужчины и 25 женщин), безработных было 5 (2 мужчин и 3 женщины). Среди 33 неактивных 1 человек был учеником или студентом, 19 — пенсионерами, 13 были неактивными по другим причинам.